# Zgornji Razbor
Zgornji Razbor este o localitate din comuna Slovenj Gradec, Slovenia, cu o populație de 113 locuitori.